# ボルゴ・ヴァルスガーナ
ボルゴ・ヴァルスガーナ（イタリア語: Borgo Valsugana）は、イタリア共和国トレンティーノ＝アルト・アディジェ州トレント自治県にある、人口約7,000人の基礎自治体（コムーネ）。

## 地理

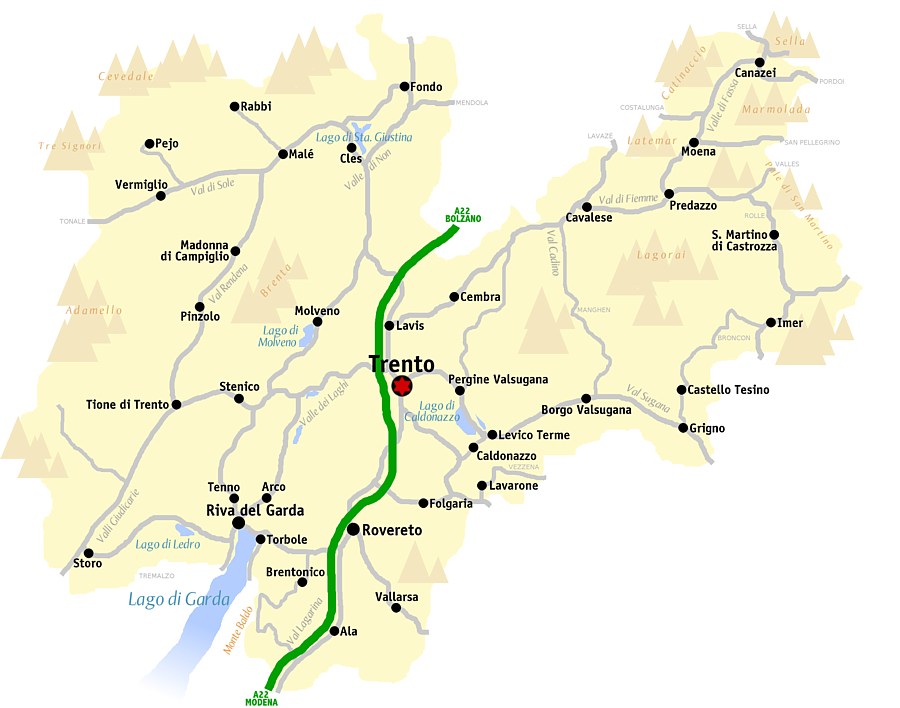
トレント県概略図

### 位置・広がり
トレント自治県南東部、ヴァルスガーナに位置するコムーネ。県都トレントから東へ26kmの距離にある。

#### 隣接コムーネ
隣接するコムーネは以下の通り。
| - アジアーゴ (VI) - カステルヌオーヴォ - レーヴィコ・テルメ - ノヴァレード - ロンチェーニョ・テルメ - ロンキ・ヴァルスガーナ - テルヴェ - テルヴェ・ディ・ソプラ - トルチェーニョ |

## 行政

### Comunità di valle

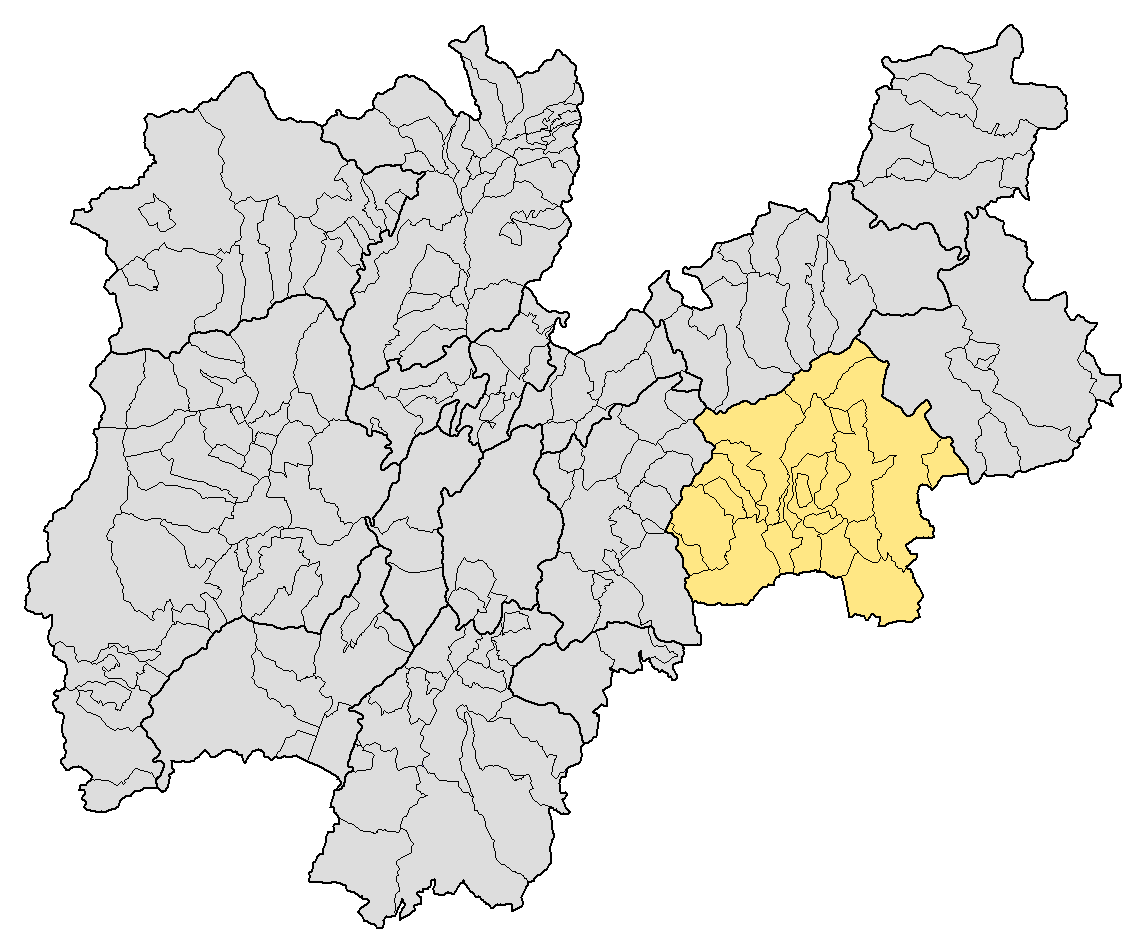
Comunità Valsugana e Tesino

トレント自治県が設置した広域行政組織 Comunità di valle 「ヴァルスガーナ・エ・テジーノ」 (it:Comunità Valsugana e Tesino)  の事務所所在地（Capoluogo）である。この地区には以下のコムーネが含まれる。
- ビエーノ、ボルゴ・ヴァルスガーナ、カルツァーノ、カステル・イヴァーノ、カステッロ・テジーノ、カステルヌオーヴォ、チンテ・テジーノ、グリーニョ、ノヴァレード、オスペダレット、ピエーヴェ・テジーノ、ロンチェーニョ・テルメ、ロンキ・ヴァルスガーナ、サモーネ、スクレッレ、テルヴェ、テルヴェ・ディ・ソプラ、トルチェーニョ

## 住民

### 言語
| 少数言語話者の割合（2011年） | 少数言語話者の割合（2011年） | 少数言語話者の割合（2011年） | 少数言語話者の割合（2011年） | 少数言語話者の割合（2011年） |
| ---------------------------- | ---------------------------- | ---------------------------- | ---------------------------- | ---------------------------- |
|                              |                              |                              |                              |                              |
| ラディン語                   | ラディン語                   |                              | 0.1%                         | 0.1%                         |
| モケーニ語                   | モケーニ語                   |                              | 0.2%                         | 0.2%                         |
| チンブロ語                   | チンブロ語                   |                              | 0.1%                         | 0.1%                         |

2011年10月9日に行われた国勢調査によれば、モケーニ語話者、ラディン語話者、チンブロ語話者がそれぞれ若干いる。

## 姉妹都市
- Bludenz、オーストリア